# Vila Yara

Vila Yara é um bairro do município de Osasco, com aproximadamente 22.000 habitantes. Possui também o sexto maior shopping center do Brasil (Shopping União de Osasco) e a leste existe a nascente do Córrego Continental. Faz limite ao norte com os bairros de Vila Campesina e Continental; Ao sul com bairro Adalgisa; A oeste com o bairro Cidade de Deus; A leste com o município de Sâo Paulo. Os seus loteamentos são:Jardim Guadalupe; Vila São José; Vila Santa Terezinha; Vila das Castanheiras;
Vila Yara; Jardim Wilson; Conjunto Residencial Clube Subtenentes e Sargentos; Vila Gilda; Jardim Silvério; Jardim Fraga; Jardim Guanabara; Jardim Ermiloff.
O bairro é conhecido por seus edifícios luxuosos e condomínios onde moram pessoas famosas, como os condomínios ´´Forte do Golf``` e ´´Vila das Castanheiras``. É o principal bairro da zona leste de Osasco e o segundo mais importante da Região Administrativa Centro.

## Formação
Em 1924 quando a família Sasso se instalou na região, Silvério Sasso montou uma leiteria numa pequena chácara situada na rua
que hoje leva seu nome. Seus vizinhos da época as famílias Viana, Pizapia, Pereira, Eloy, Coutinho e
Bertoni  eram donos de pequenas glebas de dois alqueires. Durante esse período o bairro recebeu muitos imigrantes. Destacando-se os russos, poloneses e angolanos. Aproximadamente em  1945, a Companhia Suburbana Paulista, que dominava os imóveis da região, vendeu parte dos terrenos de sua
propriedade  para o Conde Luís Eduardo Matarazzo. Já  o restante foi
loteado e vendido para posteriores imigrantes da região. Assim começou a Vila Yara, que tem esse nome em homenagem à filha de um dos donos
da Suburbana. Destacando a arquitetura protomoderna nesse período de formação

## Atualidade
Vila Yara é um bairro com grande desenvolvimento na cidade de Osasco. Destacando pelas instalações de grandes equipamentos de prestações de serviços e construções de residenciais alto padrão. O bairro apresenta um dos melhores índices de qualidade de vida da cidade. Não havendo favelas no seu território.  A localização estratégica e a facilidade de acessos aos lugares, contribuem para o bom desenvolvimento do lugar.
O estilo arquitetônico construído no bairro atualmente é Pós Moderno.

## Vias principais
As principais vias do bairro são:
- Avenida dos Autonomistas
- Avenida Doutor Martin Luther King
- Avenida Franz Voegeli
- Avenida Yara
- Rua João Oxisque
- Rua Doutor Paulo Ferraz Aguiar
- Rua Santa Terezinha

## População
A população do bairro é de aproximadamente 22.000 habitantes.

### Indicadores Socioeconômicos
- Renda média: R$ 3.101,66
- IDH: 0,901 - Osasco (4º)

População por faixa etária
| Anos | 0 a 3 anos | 4 a 6 anos | 7 a 14 anos | 15 a 17 anos | 18 a 24 anos | 25 a 34 anos | 35 a 59 anos | Acima de 60 anos | População total |
| ---- | ---------- | ---------- | ----------- | ------------ | ------------ | ------------ | ------------ | ---------------- | --------------- |
| 2000 | 437        | 331        | 1.201       | 590          | 1.399        | 1.568        | 3.582        | 1.229            | 10.337          |
| %    | 4,2        | 3,2        | 11,6        | 5,7          | 13,5         | 15,2         | 34,7         | 11,9             | 100,0           |
| 2004 | 461        | 352        | 1.274       | 626          | 1.483        | 1.670        | 3.812        | 1.307            | 10.985          |
| 2005 | 469        | 358        | 1.296       | 637          | 1.509        | 1.698        | 3.877        | 1.330            | 11.174          |
| 2006 | 476        | 362        | 1.314       | 646          | 1.529        | 1.721        | 3.929        | 1.348            | 11.325          |

Fonte - Censo Demográfico de 2000 – estimativa população – IBGE 
Evolução demográfica da Vila Yara

## Segurança
O bairro conta com dois equipamentos oficiais de segurança, sendo esses:

### Bases comunitárias
- Base Comunitária da Vila Yara

### Distrito
- 8º Distrito Policial de Osasco

Dados da segurança pública do bairro
| Ocorrências de 2004           | Porcentagem | Números |
| ----------------------------- | ----------- | ------- |
| Homicídio doloso              | 0,23%       | 1       |
| Tentativa de homicídio doloso | 0,23%       | 1       |
| Tráfico de entorpecentes      | 0,47%       | 4       |
| Corrupção de menores          | 0,93%       | 2       |
| Furto                         | 31,54%      | 135     |
| Roubo                         | 31.78%      | 136     |
| Furto de veículos             | 21,26%      | 58      |
| Roubo de veículos             | 13,55%      | 91      |
| Total Ocorrências             | 100%        | 428     |

Fonte - Secretaria de Gestão Estratégica – Pesquisa - 2005

## Educação
A Vila Yara  conta com uma privilegiada estrutura educacional que vai desde o berçário até a pós graduação do nível superior. 

### Instituições escolares
- Creche Rosa Pereira Crê
- EMEI Luzia Momi Sasso
- EMEF Professor Max Zendron
- EE Professor João Baptista de Brito
- Escola EPCO
- Colégio Adventista
- Anglo
- COC
- Fundação Bradesco
- IEE - Instituto de Ensino Ebenézer

Número de Crianças Matriculadas nas Unidades – 2000 a 2007
| Nome                       | 2001 | 2002 | 2003 | 2004 | 2005 | 2006 | 2007 | Condição de Ocupação |
| -------------------------- | ---- | ---- | ---- | ---- | ---- | ---- | ---- | -------------------- |
| Creche Rosa Pereira Crê    | 100  | 98   | 100  | 96   | 100  | 93   | 81   | Próprio              |
| EMEI Luzia Momi Sasso      | 256  | 254  | 282  | 284  | 247  | 242  | 255  | Próprio              |
| EMEF Professor Max Zendron |      |      | 960  | 988  | 943  | 924  | 960  | Cedido               |

Fonte - Secretaria de Educação – PMO 
Número de Crianças Matriculadas nas Unidades – 2007
| Nome                       | 1ª série | 2ª série | 3ª série | 4ª série | Total | Ed.Especial | EJA |
| -------------------------- | -------- | -------- | -------- | -------- | ----- | ----------- | --- |
| EMEF Professor Max Zendron | 240      | 240      | 240      | 240      | 960   | 0           | 0   |

Fonte - Secretaria de Educação – PMO 

### Universidades e faculdades
- Centro Universitário FIEO (UNIFIEO)
- Faculdades Anhanguera

## Comércio
Vila Yara é um bairro que possui um comércio dinâmico. Apesar de ser um bairro de predominância residencial.

### Centros de compras

#### Mini centers
- Osasco Prime Center

#### Super centers
- Shopping União de Osasco, com estrutura de mercados: Extra e Makro. Também conta com os serviços do Poupatempo.

## Estruturas cívicas
Os centros cívicos da Vila Yara são:
- Centro de Cidadania Thomaz Sacho
- Centro Esportivo Thomaz Sacho

## Saúde
O centro de pronto atendimento do bairro é: 
- UBS III Oduvaldo Maglio

## Transportes
Devido o bairro se localizar no corredor que liga Osasco até São Paulo, tem fluxo intenso na avenida dos autonomistas, tráficos intensificados também nas vias arteriais devido a saída dos funcionários do Bradesco e das escolas da região. Já as vias locais tem- se um trânsito tranquilo, o que garante o aconchego e qualidade de vida para os moradores da região.

### Terminal de ônibus
- Terminal Rodoviário Amador Aguiar

### Estação de trem próxima ao bairro
- Estação Presidente Altino. Servida pelas linhas 8–Diamante e 9–Esmeralda do Trem Metropolitano de São Paulo.

## Galeria de imagens

Avenida Doutor Martin Luther King.Avenida Doutor Martin Luther King.
Praça Tsu.Praça Tsu.
Tipagem de ruas do Loteamento Jardim Guadalupe.Tipagem de ruas do Loteamento Jardim Guadalupe.
Loteamento Jardim Guadalupe com Residencial das Castanheiras ao fundo.Loteamento Jardim Guadalupe com Residencial das Castanheiras ao fundo.
Parte antiga do bairro.Parte antiga do bairro.
Praça Conde Luís Eduardo Matarazzo.Praça Conde Luís Eduardo Matarazzo.
Estrutura comercial nas ruas do bairro.Estrutura comercial nas ruas do bairro.
Boulevard da Vila Yara.Boulevard da Vila Yara.
Vila YaraVila Yara